# So wie du bist (Lied)
So wie du bist ist ein Lied des deutschen Rappers MoTrip, in Kooperation mit der deutschen Popsängerin Lary. Das Stück erschien am 19. Juni 2015 als 14. Titel seines zweiten Studioalbums Mama.

## Entstehung

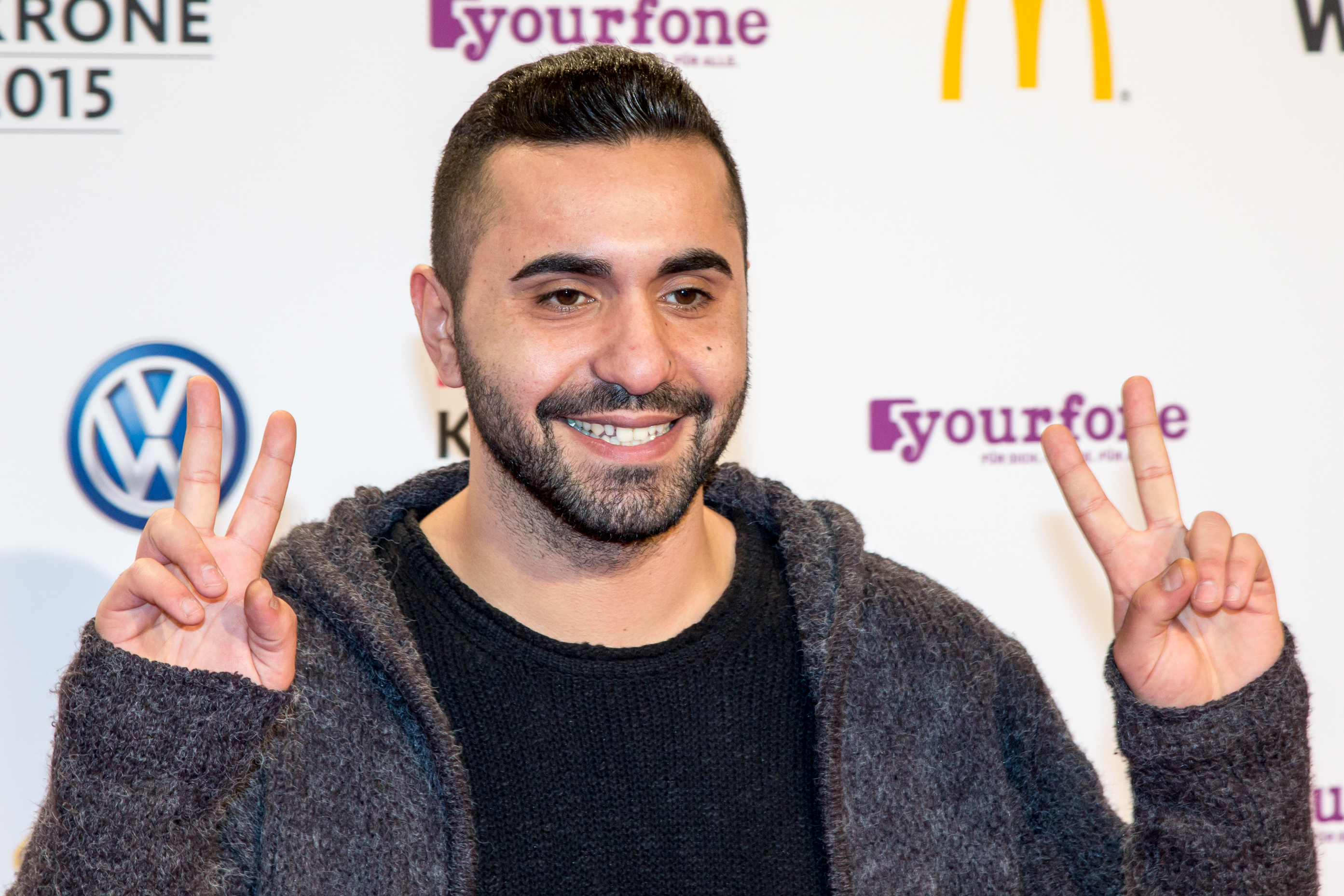
MoTrip

Geschrieben wurde das Lied von Mohamed El Moussaoui (MoTrip), Larissa Sirah Herden (Lary) und Konrad Sommermeyer. Die Hookline wird gemeinsam von Lary und MoTrip gesungen, während die Vocals von Lary stammen. Das Lied wurde vom Produzententeam Beatgees aus Berlin komponiert und produziert.
Das Lied erschien als zehnter Titel seines Albums Mama beim Major-Label Universal Music.

## Inhalt
Der Liedtext zu So wie du bist ist in deutscher Sprache verfasst. Musikalisch bewegt sich das Lied im Bereich des Raps und der Popmusik. MoTrip rappt über eine Liebesbeziehung zu jemandem, den man besonders schätzt. Er und die Sängerin Lary rufen dazu auf, sich nicht entgegen seinen Prinzipien zu verändern und an der Beziehung festzuhalten. Zudem kritisiert MoTrip, dass man für den ‚jemanden‘ alles tun würde, aber man sich nicht verstellen sollte.

## Musikvideo
Am 20. Juli 2015 erschien das offizielle Musikvideo auf YouTube. In dem Video wird die Beziehung zwischen einem jungen Mann (MoTrip) und einer Stripperin (Lary) porträtiert, die er trotz der gesellschaftlichen Ablehnung akzeptiert. Als Nebendarstellerin ist die ESC-Siegerin Lena Meyer-Landrut zu sehen.

## Rezensionen
So wie du bist erhielt überwiegend positive Kritiken. Das Hip-Hop-Magazin Juice lobt den Inhalt und das Musikvideo. So sei MoTrip „einer der wenigen Rapper, die beweisen, dass Rap durchaus auch mal romantisch sein kann.“
Laura Sprenger von Laut.de schreibt, dass das Lied zwar „ein wenig kitschig“ sei, „sich in der Realität aber schlichtweg als schön heraus[stelle].“ Zudem „beschwöre“ sich aus „der Leichtigkeit des Sounds und der ebenfalls angenehmen Singstimme trotz aller Schwertmut [sic!] immer ein Funken Hoffnung“.
Oliver Marquart von rap.de bezeichnete das Lied als „eine entwaffnende Liebeserklärung.“

## Kommerzieller Erfolg

### Chartplatzierung
So wie du bist erreichte in Deutschland Position drei der Singlecharts und konnte sich zehn Wochen in den Top 10 sowie 42 Wochen in den Top 100 platzieren. In den deutschsprachigen Singlecharts erreichte die Single für eine Woche die Chartspitze. In Österreich erreichte die Single Position zehn und konnte sich eine Woche in den Top 10 sowie 28 Wochen in den Charts halten. In der Schweiz erreichte So wie du bist mit Position sieben seine höchste Chartnotierung und konnte sich sechs Wochen in den Top 10 und 20 Wochen in der Hitparade halten. 2015 platzierte sich die Single auf Position 27 der deutschen Jahrescharts, auf Position 61 in Österreich und Position 53 in der Schweiz.
| ChartsChartplatzierungen | Höchstplatzierung | Wochen |
| ------------------------ | ----------------- | ------ |
| Deutschland (GfK)        | 3 (42 Wo.)        | 42     |
| Österreich (Ö3)          | 10 (28 Wo.)       | 28     |
| Schweiz (IFPI)           | 7 (20 Wo.)        | 20     |

| ChartsJahrescharts (2015) | Platzierung |
| ------------------------- | ----------- |
| Deutschland (GfK)         | 27          |
| Österreich (Ö3)           | 61          |
| Schweiz (IFPI)            | 53          |

### Auszeichnungen für Musikverkäufe
Im Februar 2023 erhielt So wie du bist eine Goldene Schallplatte für über eine Million verkaufte Einheiten in Deutschland. Das Lied zählt damit zu den meistverkauften Rapsongs sowie den meistverkauften Singles des Landes der 2010er Jahre.
| Land/Region        | Auszeichnungen für Musikverkäufe (Land/Region, Auszeichnung, Verkäufe) | Verkäufe  |
| ------------------ | ---------------------------------------------------------------------- | --------- |
| Deutschland (BVMI) | Diamant                                                                | 1.000.000 |
| Insgesamt          | 1× Diamant ·                                                           | 1.000.000 |